# Thomas Briccetti
Thomas Gaetano Briccetti (Mount Kisco, 14 gennaio 1936 – Perugia, 27 maggio 1999) è stato un compositore e direttore d'orchestra statunitense.

## Biografia
Nato da Thomas Briccetti e Joan Filardi, si diplomò alla Eastman School of Music, Rochester, N.Y. (1953-1955). in pianoforte e composizione. Studiò: pianoforte con Jean Dansereau (1947-1962); composizione  con Bernard Rogers (1954), Samuel Barber (1956-1957), Peter Mennin e Alan Hovhaness (1958); direzione orchestrale con Richard Lert (1963-1964) e George Szell (1969-1971).
È stato direttore delle seguenti orchestre: St. Petersburg Symphony Orch. (Florida Gulf Coast Symphony) dal 1962 al 1969; Florida Sun Coast Opera Co. dal 1964 al 1968; Indianapolis Symphony Orch. dal 1969 al 1975; Fort Wayne Philharmonic Orchestra / Indiana Chamber Orch. dal 1969 al 1978; Cleveland University Circle Orchestra / University Circle Opera dal 1972 al 1975; Omaha Symphony Orchestra / Nebraska Sinfonia dal 1975 al 1984; Festival of 1000 Oaks (direttore artistico dal 1978 al 1979); Stravanger Symphony Orchestra (come ospite permanente e poi come direttore, dal 1984 al 1986); University of North Carolina School of the Arts / International Music Project (1985); Orchestra Sinfonica dell'Umbria (1988); Symphonia Perusina (1988); Orchestra Stabile di Bergamo (1988-1992); I Virtuosi di Santa Cecilia (1992); RIAS Berlin Jugendorchester (1994-1996).
Ha diretto come ospite le orchestre di: Cleveland, Oslo, Danish State Radio, Detroit Symphony, Bergen ‘Harmoniens’, Leningrad Chamber, New York Philharmonic, Winnipeg Symphony, I Virtuosi di Santa Cecilia, Baltimore Symphony, Suisse Romande, Cappella Bydgostiensis, Rochester Philharmonic Orchestra, Lausanne Chamber, Pomerian Philharmonic, Chicago Grant Park, Radio Luxembourg, Sinfonica di Sevilla, Illinois Chamber, Prague Philharmonic, National of Venezuela, Texas Chamber, N.R.K. Oslo, Corinthesches Sommer Festival, Grand Rapids, Aalborg Symphony, National of Costa Rica, Wichita Symphony, Sinfonica di San Remo, Prague Chamber, Florida Chamber, Brno Philharmonic, Lexington Philharmonic, North Carolina Symphony, Long Beach Symphony, Slavonic Philharmonie, Louisville, Tulsa, Gonfalone, San Antonio Symphony, Springfield Symphony, Donizetti Festival, Richmond Symphony, Flint Symphony, Mannes College of Music. Nel 1995-1996 effettuò un tour italiano dirigendo la RIAS Berlin-Chamber Orchestra.
Diresse formazioni orchestrali anche a Bergamo e a Perugia, la città dove si era trasferito stabilmente negli anni Ottanta del sec. XX. Partecipò attivamente alla vita musicale del capoluogo umbro, alla cui Fonoteca regionale "Oreste Trotta" fece dono, nel 1992, di tutto il materiale librario e fonografico da lui raccolto per scopi professionali. Il "Fondo Briccetti" contiene le partiture del grande repertorio sinfonico ed operistico annotate con i segni d'esecuzione, oltre a molte opere del repertorio contemporaneo, soprattutto statunitense. Alle partiture corrispondono quasi sempre le incisioni su disco (tra cui 11 CD mastering da musicassetta con la collaborazione del tecnico audio Stefano Conti) o su nastro di prestigiose interpretazioni. 
Vinse il Prix de Rome per la composizione; la Ford Foundation Composers Fellowship; fu premiato dalla Yaddo Foundation; ricevette il National Endowment for the Arts Commissions che gli commissionò le seguenti opere: "The Fountain of Youth - Overture for Orchestra" (Boosey & Hawkes, 1964); "Three Songs - Op. 2 for High Voice / Chamber Orchestra Version" (Theodore Presser, 1967);  "Violin Concerto" (Gaetano Music, 1969).
La sua composizione orchestrale “Illusions” (1986) ricevette la nomination al Premio Pulitzer.